# Branchiostoma virginiae
Branchiostoma virginiae är en ryggsträngsdjursart som beskrevs av Hubbs 1922. Branchiostoma virginiae ingår i släktet Branchiostoma och familjen lansettfiskar. Inga underarter finns listade.